# Lóránd Pászka
Lóránd Pászka (Târgu Secuiesc, 22 marzo 1996) è un calciatore ungherese, difensore del Kecskemét, in prestito dal Ferencváros.

## Palmarès

### Club

#### Competizioni nazionali
- Coppa d'Ungheria: 1

Ferencváros: 2021-2022
- Campionato ungherese: 3

Ferencváros: 2021-2022, 2022-2023, 2023-2024